# Othnielia rex
Othnielia rex es la única especie conocida del género dudoso extinto Othnielia de dinosaurio ornitisquio hipsilofodóntido, que vivió a finales del período Jurásico, hace aproximadamente entre 145 y 152 millones de años, en el Kimmeridgiense y el Titoniense, en lo que hoy es Norteamérica. Otnielia, sin tener en cuenta los restos de Othnielosaurus, era un dinosaurio bípedo poco más largo que una oveja. En el extremo de su pequeña cabeza tenía un pico córneo para desgajar hojas, y grandes cuencas oculares. Medía entre 1.5 a 2 metros de longitud, llegando a pesar unos 10 kilogramos.
Su nombre hace referencia a quien lo describiera originalmente, el profesor Othniel Charles Marsh, paleontólogo estadounidense del siglo xix. El taxón Othnielia rex fue nombrado por Peter Galton en 1977 manteniendo la especie de Marsh del Nanosaurus rex.
Restos asignados a Othnielia han sido encontrados en Wyoming, Utah y Colorado en rocas de la Formación Morrison, pero en la revisión de la fauna de ornitisquios de esta formación efectuada por Galton en 2007, los únicos restos asignados definitivamente a este taxón son el fémur holotipo de Nanosaurus rex, YPM 1875 y posiblemente algunos restos poscraneales asociados. Considerando que el fémur no es diagnóstico, Galton colocó a Othnielia como dudoso, asignando los otros dos esqueletos a Othnielosaurus. Queda ver si esto es aceptado extensamente, pero esta clase de decisión taxonómica tiene muchos precedentes como por ejemplo, Marasuchus versus Lagosuchus.
Sólo el holotipo original de Othnielia y dos esqueletos parciales fueron asignados específicamente en el trabajo de Galton, dejando sin asignación a varios otros especímenes que han aparecido en la literatura. Se incluye entre estos un espécimen casi completo en el Museo Aathal llamado «Barbara» que probablemente pueda ser referido, así como especímenes juveniles (DMNH 21716, un esqueleto parcial tentativamente referido por Brill y Carpenter [2001] a Othnielia rex) y un dentario (MWC 5822, también referido a O. rex). Los esquelletos referidos como Othnielia son también  exhibides en el Museo de la Naturaleza y Ciencia de Denver.
Estos animales fueron incluidos en la novela Parque Jurásico de Michael Crichton como una de las quince especies de dinosaurio que poseía el parque. Son llamados coloquialmente por los empleados de las instalaciones como othys, siendo presentados como pequeños herbívoros verde oscuros del tamaño de babuinos y de hábitos arborícolas. Fueron omitidos en la versión cinematográfica.